# Sofia Mestari
Sofia Mestari (Casablanca, 27 settembre 1980) è una cantante francese.
Ha rappresentato la Francia all'Eurovision Song Contest 2000 svoltosi a Stoccolma cantando il brano On aura le ciel.

## Discografia
- 2000 : On aura le Ciel
- 2003 : En plein cœur de la nuit
- 2008 : La vie en entier
- 2011 : À la croisée des chemins